# Bulbostylis warei
Bulbostylis warei là một loài thực vật có hoa trong họ Cói. Loài này được (Torr.) C.B.Clarke mô tả khoa học đầu tiên năm 1908.